# Dallithyris pacifica
Dallithyris pacifica är en armfotingsart som beskrevs av Bitner 2006. Dallithyris pacifica ingår i släktet Dallithyris och familjen Terebratulidae. Inga underarter finns listade i Catalogue of Life.